# ジーン・ハリス
ジーン・ハリス（Gene Harris、1933年9月1日 - 2000年1月16日）は、アメリカ合衆国のジャズ・ピアニスト。ブルースやゴスペルとの混成によるソウル・ジャズのジャンルで活躍し、温かな音色のピアニストとして親しまれた。

## 略歴
9歳から独学でピアノを弾き始める。地元のバンドと初舞台を踏み、1951年から1954年まで米国軍楽隊で演奏した。
1956年に結成した「ザ・フォア・サウンズ（The Four Sounds）」を前身として、翌1957年にダブルベース奏者のアンディ・シンプキンスとドラマーのビル・ダウディとともに、ピアノ・トリオ「ザ・スリー・サウンズ」を結成した。ザ・スリー・サウンズは、当初はワシントンD.C.において活動したが、翌1958年の末にニューヨークに移った。この間、ザ・スリー・サウンズは、定期的にブルーノート・レコードやヴァーヴ・レコードにて録音を行い、ナット・アダレイやルー・ドナルドソン、アニタ・オデイおよびスタンリー・タレンタインらのソリストをゲストに迎えてレコードを制作した。ハリスのソウル志向の楽曲もあって、ザ・スリー・サウンズはアーマッド・ジャマルの伝統に従っていた。しかしながらハリスは、エロル・ガーナーやオスカー・ピーターソンの演奏様式にも影響を受けていた。
1970年代にハリスの音楽は、商業ベースでは普及したにもかかわらず、最早ほとんど評価されなくなった。この時期、ザ・スリー・サウンズが演奏した楽曲は、かなりファンキーでグルーヴィーなものばかりであり、従ってわずかな和音しか使っていなかった。
1970年代後半からは、アイダホ州ボイズにほとんど籠り切りだったが、地元のアイダンハ・ホテルでは定期的に演奏を行なった。
1980年代初頭にレイ・ブラウンの説得に応じて演奏界に復帰し、1985年にはブラウンのヨーロッパ・ツアーにも同行する。レイ・ブラウン・トリオと共演した後、2000年に肝障害で没するまで、自らのグループを率いてコンコード・レコードに定期的に録音を残した。この時期の録音は、ゴスペルやブルース、ハードバップの混合した様式が認められる。
ハリスの最も人気のある演奏の一つは、アルバム『Live at Otter Crest』に収録された「Battle Hymn Of The Republic (リパブリック讃歌)」である。

## ディスコグラフィ

### リーダー・アルバム
- 『アワ・ラヴ・イズ・ヒア・トゥ・ステイ』 - Our Love Is Here to Stay (1955年、Jubilee)
- 『ジニー・イン・マイ・ソウル』 - Genie in My Soul (1960年、Jubilee)
- 『イエスタデイ・トゥデイ&トゥモロー』 - Yesterday, Today & Tomorrow (1973年、Blue Note) ※2枚組。日本盤CDは『Vol.1』『Vol.2』に分けて発売
- 『アストラル・シグナル』 - Astral Signal (1974年、Blue Note)
- 『ネクサス』 - Nexus (1975年、Blue Note)
- 『イン・ア・スペシャル・ウェイ』 - In a Special Way (1976年、Blue Note)
- 『トーン・タントラム』 - Tone Tantrum (1977年、Blue Note)
- Live at Otter Crest (1981年、Jazzizz/Bosco/Concord)
- 『ホット・リップス』 - Hot Lips (1982年、JAM)
- 『ネイチャーズ・ウェイ』 - Nature's Way (1984年、JAM)
- 『ジーン・ハリス・トリオ・プラス・ワン』 - The Gene Harris Trio Plus One (1985年、Concord)
- 『カウント・ベイシーに奉ぐ』 - Tribute to Count Basie (1988年、Concord)
- Listen Here! (1989年、Concord)
- 『ライヴ・アット・タウンホール』 - Live at Town Hall, N.Y.C. (1989年、Concord)
- 『アット・ラスト』 - At Last (1990年、Concord)
- 『ワールド・ツアー1990』 - World Tour 1990 (1990年、Concord)
- 『ブラック・アンド・ブルー』 - Black and Blue (1991年、Concord)
- 『ライク・ア・ラヴァー』 - Like a Lover (1992年、Concord)
- 『マイ・ファニー・ヴァレンタイン』 - Gene Harris at Maybeck (1992年、Concord)
- 『ア・リトル・ピース・オブ・ヘヴン』 - A Little Piece of Heaven (1992年、Concord)
- Funky Gene's (1994年、Concord)
- Brotherhood (1995年、Concord)
- It's the Real Soul (1995年、Concord)
- In His Hands (1996年、Concord)
- Down Home Blues (1996年、Concord)
- Live in London (1996年、Resonance)
- Another Night in London (1996年、Resonance)
- Gene Harris & The Philip Morris All-Stars Live (1998年、Concord)
- Alley Cats (1998年、Concord)

### 音源
- Ray Brown Trio/Gene Harris - The BEST version of Summertime - YouTube
- Gene Harris - You Don't Know Me (Live) - YouTube
- Black and Blue - Gene Harris Quartet - YouTube
- Phillip Morris Superband.. Gene Harris - YouTube
- Gene Harris Trio - My Foolish Heart - YouTube